# Transactions and Proceedings of the Victorian Institute for the Advancement of Science
Transactions and Proceedings of the Victorian Institute for the Advancement of Science (abreviado Trans. & Proc. Victorian Inst. Advancem. Sci.) fue una revista con ilustraciones y descripciones botánicas que fue publicada en Australia en el año 1855.